# Trichospermum pseudojavanicum
Trichospermum pseudojavanicum är en malvaväxtart som beskrevs av Karl Ewald Maximilian Burret. Trichospermum pseudojavanicum ingår i släktet Trichospermum och familjen malvaväxter. Inga underarter finns listade i Catalogue of Life.